# Cijuela
Cijuela là một đô thị trong tỉnh Granada, Tây Ban Nha. Theo điều tra dân số 2005 (INE), đô thị này có dân số là 2009 người.
37°12′B 3°48′T / 37,2°B 3,8°T